# NGC 1871
NGC 1871 (другое обозначение — ESO 56-SC85) — звёздная ассоциация с эмиссионной туманностью в созвездии Золотой Рыбы, расположенная в Большом Магеллановом Облаке.
Этот объект входит в число перечисленных в оригинальной редакции «Нового общего каталога».
Вместе NGC 1869, NGC 1871 и NGC 1873 составляют тройную ассоциацию, в центре которой находится NGC 1869. Все три объекта погружены в область ионизированного водорода (эмиссионную туманность HII), имеющую обозначение N30, в центре которой также находится NGC 1869.
Как и в NGC 1869 и NGC 1873, в NGC 1871 наблюдаются молодые и яркие сверхгиганты. Наиболее яркими из них являются сверхгигант HDE 269195 спектрального класса B9 с болометрической абсолютной звёздной величиной −8,0m и очень пекулярная звезда HD 34664 с эмиссионными линиями ионизированного железа в спектре; болометрическая абсолютная звёздная величина этой звезды составляет как минимум  −8,3m, возраст не более 7,5 млн лет. В скоплении наблюдается также сверхгигант LMO 1-18 с болометрической абсолютной звёздной величиной −8,0m.